# Sieboldius japponicus
Sieboldius japponicus är en trollsländeart som först beskrevs av Selys 1854.  Sieboldius japponicus ingår i släktet Sieboldius och familjen flodtrollsländor. IUCN kategoriserar arten globalt som livskraftig. Inga underarter finns listade i Catalogue of Life.